# Umgangsbasilika an der Via Ardeatina
Im Jahr 1991 ist in Rom zwischen der Via Ardeatina und der Via Appia eine weitere Umgangsbasilika aufgefunden und ergraben worden. Dieser anonyme christliche Sakralbau wird in der Fachliteratur als Umgangsbasilika an der Via Ardeatina bezeichnet. 

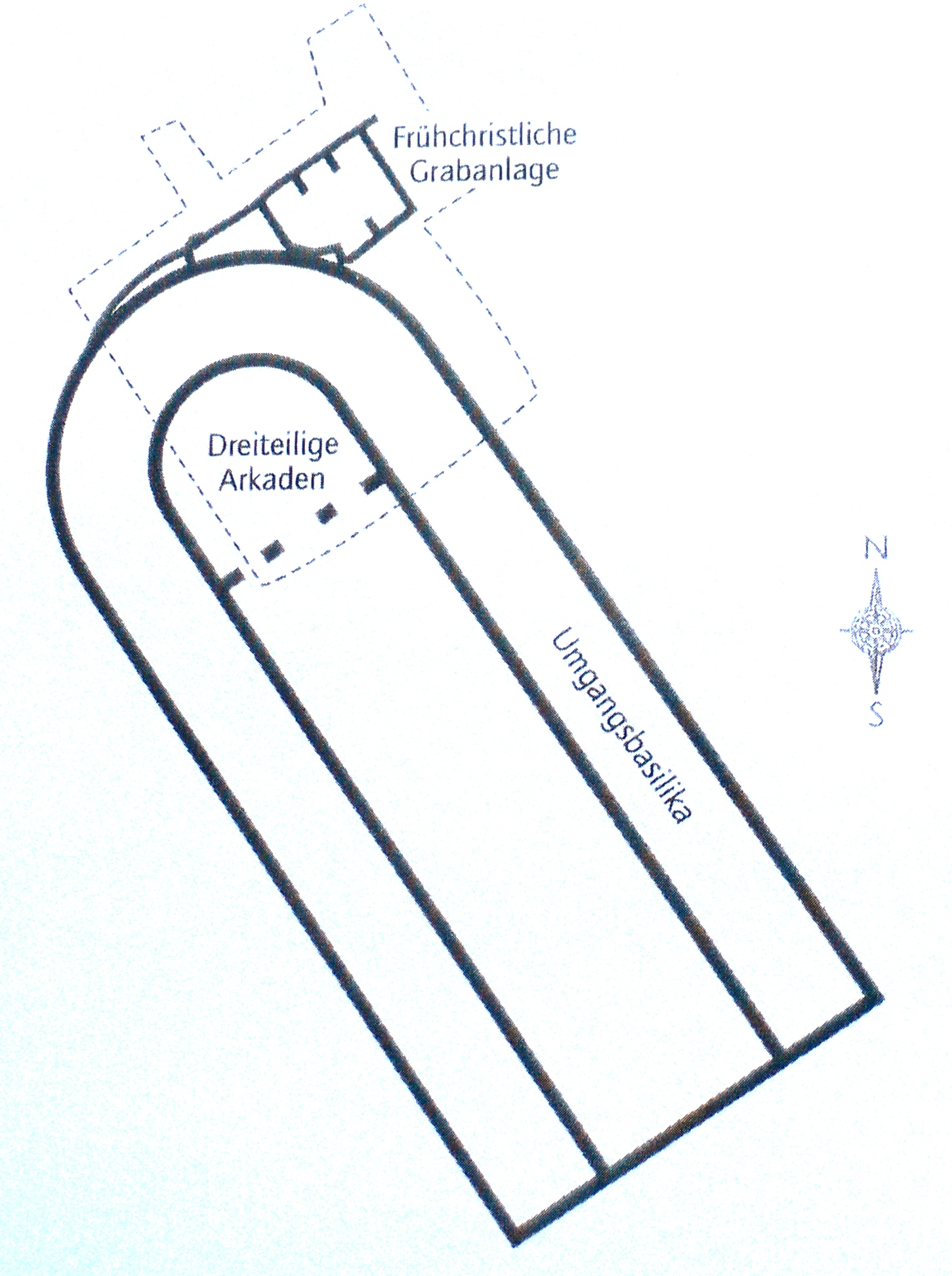
Grundriss der Umgangsbasilika an der Via Ardeatina, Rom

## Lage und Patrozinium
Die in der Nähe der Calixtus-Katakombe und ca. 600 m von der Örtlichkeit ‚Domine, quo vadis?‘ an der Via Appia gelegene Umgangsbasilika wurde zufällig entdeckt, weil sich in dem spärlichen Bewuchs eines Feldes oberhalb der Via Ardeatina die Mauerzüge von Exedra und Umgang als Teile des darunter liegenden Mauerkomplexes einer Umgangsbasilika deutlich abzeichneten. Die ‚Pontificia Commissione di Archeologia Sacra‘ konnte anschließend den Grundriss der Basilika sowie zahlreiche Gräber mit Grabbeigaben freilegen und archäologisch untersuchen.
Nach den jüngsten Forschungsergebnissen ist die Entstehung um 336 anzusetzen. Falls diese Datierung zutrifft, könnte es sich um die im Liber Pontificalis erwähnte Begräbnisbasilika handeln, die von Papst Markus (336) mit finanzieller Unterstützung durch Kaiser Konstantin den Großen auf kaiserlichem Grundbesitz errichtet worden sein soll. Auch die Merkmale der übrigen fünf römischen Umgangsbasiliken treffen auf die Neuentdeckung zu: Sie liegt außerhalb der Aurelianischen Stadtmauer und in unmittelbarer Nähe zu der ‚Anonymen Katakombe der Via Ardeatina‘ mit einer Märtyrer-Gedenkstätte; sie ist im 4. Jahrhundert durch kaiserliche Unterstützung entstanden, hatte von Anfang an die Funktion einer Coemeterialbasilika und diente nicht als Gemeindekirche.
Die Namen der Märtyrer, denen die Basilika ursprünglich geweiht war, konnten bisher nicht ermittelt werden; auch die Zusammenhänge mit der nur wenige Meter östlich bestehenden Katakombe sind nicht bekannt. Obwohl das im Zentrum der Umgangsbasilika gelegene und besonders hervorgehobene Einzelgrab als das von Papst Markus für sich selbst vorgesehene Grab angesehen wird, ist nicht bekannt, ob und wann die Begräbnisbasilika ein Markus-Patrozinium erhalten hat.

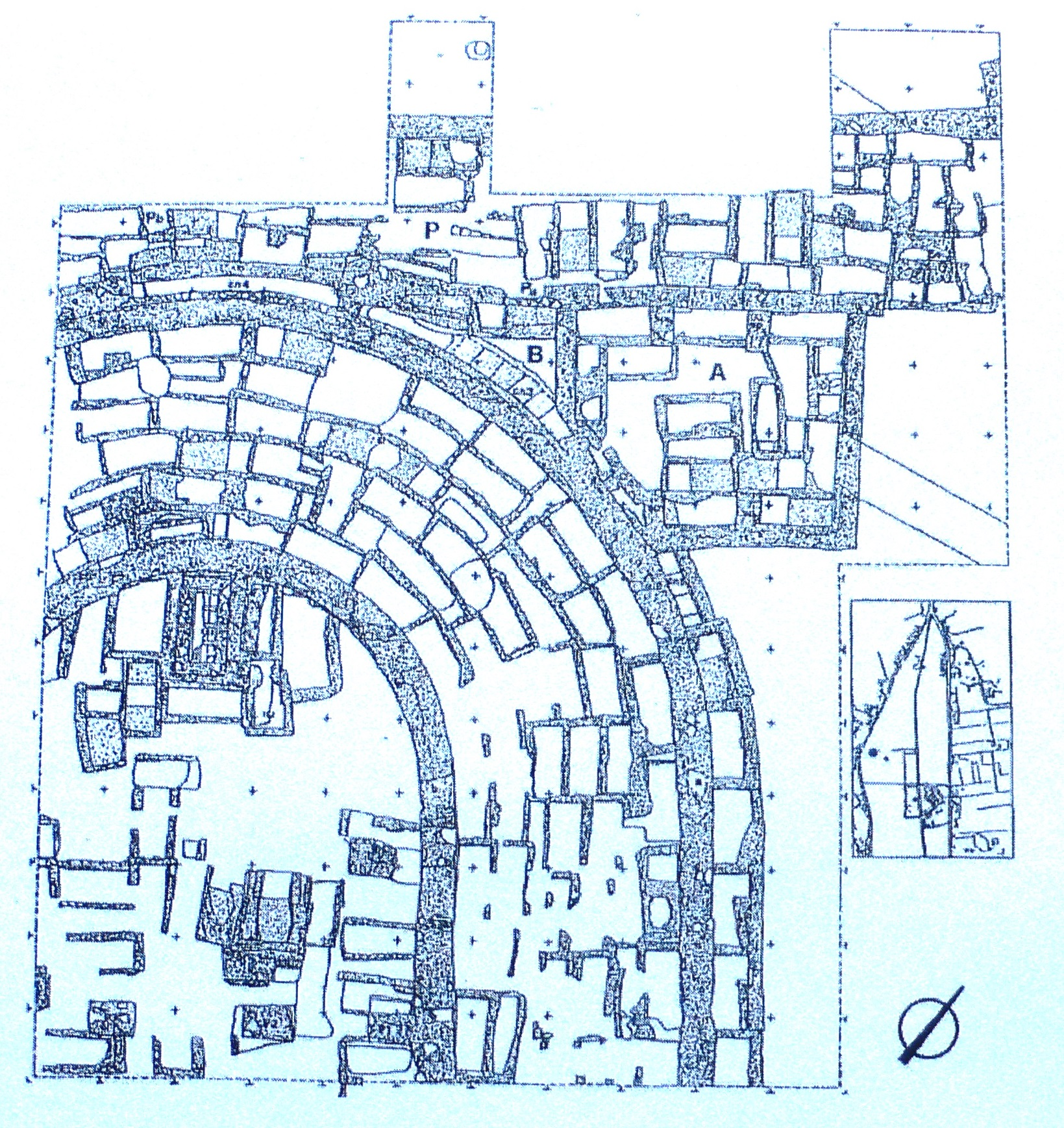
Grablegungsplan in Apsis und Umgang der Coemeterialbasilika an der Via Ardeatina, Rom

## Baugeschichte
Die Basilika an der Via Ardeatina ist in den gleichen Bauformen errichtet und hat mit ca. 66 × 28 m auch vergleichbare Ausmaße wie die drei älteren Umgangsbasiliken, nämlich die Umgangsbasilika Santi Marcellino e Pietro an der Via Labicana, die Umgangsbasilika bei Tor de´Schiavi an der Via Praenestina und die Basilica Apostolorum (San Sebastiano fuori le mura) an der Via Appia. Nur die beiden jüngsten Begräbnisbasiliken, die Umgangsbasilika Sant´Agnese (Sant’Agnese fuori le mura) an der Via Nomentana und die Basilica maior
(Sankt Laurentius vor den Mauern) an der Via Tiburtina, sind erheblich länger und breiter.
Die Umgangsbasilika an der Via Ardeatina war eine dreischiffige Pfeilerbasilika, deren Seitenschiffe halbrund um das Mittelschiff verliefen; Pfeiler mit Arkaden trennten das Mittelschiff von den Seitenschiffen. Zwischen Presbyterium und Mittelschiff bestand eine räumliche Trennung durch drei Arkaden. Der Boden der Basilika war mit Gräbern belegt; es handelte sich auch hier um ‚Schachtgräber‘, die von Mauern eingefasst und in der Länge mit gegeneinandergestellten Ziegelplatten giebelförmig gedeckt waren, teilweise auch in mehreren Ebenen übereinander. Der Bodenbelag darüber bestand oft aus Marmorplatten. 
Ein durch Lage und Größe privilegiertes Grab in der Mitte des Presbyteriums muss bereits bei Erbauung eingeplant gewesen sein. Deshalb wird hier die für Papst Marcus als Stifter vorgesehene Grabstätte vermutet; dafür spricht auch eine spätere Bezeichnung der Basilika als San Marco sull´Ardeatina. Nach den aufgefundenen Inschriften erfolgten die Bestattungen in der Zeit von 368 bis 445. 
Nordöstlich der Apsis war ein kleines quadratisches Mausoleum mit Portikus angebaut. Nach Übertragung der Gebeine des Stifterpapstes im 12. Jahrhundert in die ebenfalls von ihm gegründete innerstädtische Basilika San Marco (Rom) begann der Zerfall der Begräbniskirche durch Steinraub. 